# Keiko Fujimori
Keiko Fujimori, teljes nevén Keiko Sofia Fujimori Higuchi (Lima, 1975. május 25. –) perui politikus, Alberto Fujimori volt perui elnök lánya.

## Pályafutása
Keiko Fujimori első közszereplése 19 éves korában volt, amikor szülei különváltak, és apja, aki Peru elnöke volt, legidősebb lányát, Keikót tette meg az ország first ladyjévé. Ebben a pozícióban indította el a Fundación Peruana Cardioinfantil (Perui Gyermekkardiológiai Alapítvány) nevű szervezetet, és vezetője volt a Fundación por los Niños del Perú (A Perui Gyermekekért Alapítvány) nevű alapítványnak is.
A középiskola után 1993-ban az Egyesült Államokba ment tanulni, ahol a New York-i Egyetem Stony Brook-i karán és a Bostoni Egyetemen tanult. Diplomáját az utóbbin szerezte 1997-ben, üzletgazdasági szakon.
Alberto Fujimori egy korrupciós botrány nyomán 2000-ben elvesztette a hatalmat és Japánba menekült. 2005-ben egy chilei látogatás során letartóztatták és kiadták Perunak, ahol bíróság elé állították és bűnösnek találták korrupció és emberiesség elleni bűntett  vádjában. 2009-ben 25 éves börtönbüntetésre ítélték a volt elnököt.
Alberto Fujimori, és rajta keresztül a Fujimori család azonban a büntetőeljárás ellenére nagyrészt megőrizte népszerűségét. Keiko Fujimorit 2006-ban kongresszusi képviselővé választották, 2011-ben pedig testvére, Kenji Fujimori is a kongresszus tagja lett. Keiko Fujimori 2011-ben sikertelenül indult az elnökválasztáson. 2016-ban ismét sikertelenül próbálkozott az elnökválasztáson. Mindkét alkalommal néhány százalékponttal maradt le a győztes Ollanat Humalától illetve Pedro Pablo Kuczynskitől. Közben pártja, a Fuerza Popular ('Népi Erő') többséget szerzett a kongresszusban.
Keiko Fujimori apjától függetlenül maga is korrupciós és pénzmosási vádak célpontja volt, és hónapokat töltött előzetes letartóztatásban. Ennek ellenére elindult a 2021 áprilisában tartandó elnökválasztáson. Fujimori 2021 januárjában kijelentette, ha megválasztják, kegyelmet ad apjának.
Az elnökválasztás első fordulójára 2021. április 11-én került sor. Keiko Fujimori a szavazatok 13,4 százalékát kapta, és ezzel második lett a szavazatok 19,1 százalékát elnyert Pedro Castillo mögött. További két jelölt kapott még tíz százaléknál nagyobb támogatottságot. Mivel egyik jelölt sem szerzett abszolút többséget, június 7-én második elnökválasztási fordulót tartottak, ezúttal már csak Castillo és Fujimori részvételével. A második fordulóban szoros küzdelemben végül Castillo kerekedett felül, aki a szavazatok 50,126 százalékát szerezte meg.